# Prigogines uil
Prigogines uil (Tyto prigoginei synoniem: Phodilus prigoginei) is een  uilensoort uit de familie van de kerkuilen. De soort werd in 1952 geldig beschreven door de Belgische ornitholoog Henri Schouteden en als eerbetoon vernoemd naar zijn collega (en landgenoot) Alexandre Prigogine. Het is een zeldzame en bedreigde soort uil  in Congo en Tanzania.

## Kenmerken
Deze uil is 23 tot 25 cm lang en heeft een spanwijdte van 63 cm. Er is alleen een beschrijving bekend van een vrouwtje. De vogel is overwegend roestbruin, boven wat lichter bruin en de buik en borst zijn meer oranjekleurig bruin. De uil heeft net als de kerkuil een hartvormig, heel licht roodbruin gekleurd gezichtsmasker met daarin donkerbruine tot bijna zwarte ogen. De snavel is hoornkleurig geel en de poten zijn vuilgeel.

## Ontdekking en voorkomen in de jaren 1990
Alexandre Prigogine ontdekte beginjaren 1950 een nieuwe, onbekende uilensoort in de regio Kivu. Hij was toen werkzaam in de toenmalige kolonie Belgisch-Congo, als medewerker voor het Koninklijk Museum voor Midden-Afrika in Tervuren. Het type-exemplaar, werd gevangen in 1951 door een plaatselijke verzamelaar en medewerker van Prigogine te Muusi in het Itombwe-massief ten noordwesten van het Tanganyika-meer, gelegen in de Albertina Rift, de westelijke tak van de Oost-Afrikaanse Slenk.
Prigogines verzamelaars bleven tussen 1952 en 1964 verder zoeken, niet alleen in Itombwe, maar ook in verschillende andere bergwouden van de Albertina Rift, doch zonder succes. Verdere pogingen bleven ook onsuccesvol voornamelijk door de politiek woelige situatie in die gebieden.
In april en mei 1996, tijdens een vier weken durende expeditie in het kader van een brede inventarisatie (Wildlife Conservation Society's biological survey of southern Itombwe) werd de soort opnieuw gemeld. Een kleine uil werd op 1 mei in een mistnet gevangen op een hoogte van 1830 meter boven zeeniveau, in open, licht gedegenereerd, montaan bos. Een zestal foto's van het dier werden opgestuurd naar M. Louette in Tervuren, die de foto's vergeleek met het type-exemplaar. Toen bleek dat de soort niet was uitgestorven.

## Verspreiding en leefgebied
De soort komt voor in oostelijk Congo-Kinshasa en noordwestelijk Tanzania. Het leefgebied bestaat uit grasland afgewisseld met stukjes montaan, natuurlijk bos en bamboebos.

## Status
Prigogines uil heeft een zeer beperkt verspreidingsgebied en daardoor is de kans op uitsterven aanwezig. De grootte van de populatie werd in 2016 door BirdLife International geschat op 2,5 tot tienduizend volwassen individuen en de populatie-aantallen nemen af door habitatverlies. Het leefgebied wordt aangetast door het omzetten van grasland in gebied voor agrarisch gebruik (maisteelt). Onderzoek in de Kibara Mountains (in Katanga) en Kabago Mountains  (Burundi) naar het voorkomen van de Prigogines uil waren volgens een publicatie uit 2007 zonder resultaat. De soort staat daarom in 2016 als bedreigd op de internationale Rode Lijst van de IUCN.